# Provinz Talagante
Die Provinz Talagante ist eine Provinz im Südwesten der chilenischen Región Metropolitana de Santiago. 
Sie erstreckt sich über ein Territorium von 582,3 km² und hat 262.665 Einwohner (Volkszählung 2012). Hauptstadt ist die gleichnamige Stadt Talagante.

## Gemeinden
Die Provinz Talagante ist in fünf Gemeinden untergliedert:
| Gemeinde      | Fläche (km²) | Einwohner (2012) |
| ------------- | ------------ | ---------------- |
| Talagante     | 125,5        | 64.894           |
| El Monte      | 118,1        | 31.468           |
| Isla de Maipo | 188,7        | 32.327           |
| Padre Hurtado | 80,8         | 50.670           |
| Peñaflor      | 69,2         | 83.306           |